# بدر الحميضي
بدر مشاري الحميضي ، 1948 م، سياسي وإقتصادي كويتي ، ووزير سابق في الحكومة الكويتية من عام 2003 وحتي 2007.

## نبذة مختصرة
بدر مشاري أحمد العيسى الحميضي من مواليد الكويت في 23 أكتوبر 1948 م، يحمل درجة البكالوريوس في الاقتصاد من جامعة الكويت ، شارك في عدة تشكيلات وزراية وحمل حقائب وزارة الشؤون الاجتماعية والعمل، ووزارة المالية، ووزارة النفط، وأستقال في آخر وزارة له قبل إكمال مدته الوزارية.

## السيرة العلمية
- معيدا في جامعة الكويت من 1972 م – 1974 م .
- خبيرا إقتصاديا في الصندوق الكويتي للتنمية الإقتصادية العربية في الفترة من عام 1974 م – حتى عام 1978م.
- عضوا في مجلس إدارة برنامج الخليج العربي لدعم منظمات الامم المتحدة الانمائية سنة 1981م.
- نائب للمدير العام لشؤون العمليات والتمويل في الصندوق من عام 1981 م حتى عام 1986 م .
- عضوا في مجلس إدارة الصندوق العربي للإنماء الاجتماعي والاقتصادي سنة 1986م.
- مدير عام الصندوق الكويتي للتنمية الإقتصادية العربية سنة 1986 م .
- مدير عام للصندوق الكويتي للتنمية الإقتصادية العربية بالدرجة الممتازة سنة 1998 م .
- مدير عام للصندوق الكويتي للتنمية الإقتصادية العربية بالدرجة الممتازة سنة 2002 م .
- عضو مجلس أمناء المعهد العربي للتخطيط .
- نائب محافظ دولة الكويت في البنك الدولي .
- نائب محافظ دولة الكويت في الصندوق الدولي للتنمية الزراعية .
- عضو مجلس إدارة في العديد من الشركات الاستثمارية.
- وزير الشئون الإجتماعية والعمل في يوليو 2003 م .
- وزير المالية تشكيل فبراير 2006 م .
- وزير المالية تشكيل يوليو 2006 م .
- وزير النفط تشكيل سنة 2007 ثم مالبث أن قدم إستقالته .